# Юхо Йосиф Олександрович
Юхо Йосиф Олександрович (біл. Юхо Язэп Аляксандравіч, 19 березня 1921, Мінськ — 29 липня 2004, Мінськ) — білоруський науковець, історик права, доктор юридичних наук (1980), професор кафедри теорії та історії держави і права юридичного факультету Білоруського державного університету (1983). Засновник першої наукової школи держави і права Білорусі, член Великої Ради міжнародного громадського об'єднання ЗБС «Батьківщина». Брав участь у розробці проекту Конституції Республіки Білорусь (1994).

## Біографія
Народився 19 березня 1921 року у Мінську, Білоруська Радянська Соціалістична Республіка.
1928 — пішов навчатись у польську 8-класну школу у Мінську, після чого продовжив навчання у школі № 2 (м. Мінськ).
1938–1939 рр. — навчався у Білоруському політехнічному інституті. Призваний до радянської армії (1939).
1939–1941 рр. — навчався у Горкавське училище зенітної артилерії.
1941–1946 рр. — служба в армії, участь у Другій світовій війні. Був командиром вогневого взводу під Москвою (1941), начальник артилерії стрілецького полку на Північному і Західних фронтах. Двічі поранений. Закінчив війну у званні майора. Нагороджений орденом «Червоної Зірки» та «Вітчизняної Війни» 1-го ступення. У 1946 році звільнився з армії.
1946–1949 рр. — навчався у Білоруському юридичному інституті, який закінчив з відзнакою.
1949–1951 рр. — працював народним суддею у Ворошиловському районні Мінська.
1951–1954 рр. — був аспірантом Інституту філософії і права АН БРСР, де захистив кандидатську дисертацію на тему «Встановлення радянської влади у Західній Білорусі у 1939» (1954).
1954–1956 рр. — працював молодшим науковим співробітником Інституту філософії і права АН БРСР.
1956–1961 рр. — працював доцентом кафедри цивільного і цивільно-процесуального права юридичного факультету Білоруського державного університету.
1961–1964 рр. — був головою Вищої юридичної комісії при Раді Міністрів БРСР.
У 1965 році остаточно пов'язує свою діяльність з кафедрою теорії та історії держави і права Білоруського державного університету.
1967–1974 рр. — завідуювач кафедри теорії та історії держави і права БДУ.
1974–1982 рр. — заступник декана юридичного факультету БДУ.
У 1980 році захистив у Київському державному університеті докторську дисертацію на тему «Громадського-політичні лад і права у Білорусі у XVI ст.».
1983–2004 рр. — працював професором кафедри теорії та історії держави і права Білоруського державного університету.

## Наукова діяльність
Автор більше 200 наукових праць. Засновник наукової школи теорії держави і права Білорусі. Підготував 2 докторів юридичних наук, 9 кандидатів юридичних наук, 1 кандидата філософських наук.
Один з ініціаторів перевидання Статуту Великого Князівства Литовського 1566 і 1588 років, їхнього перекладу і коментаря. Співавтор першого «Юридичного енциклопедичного словника» виданий білоруською мовою. Автор підручників «Історія держави і права Білорусі» (біл. Гісторыя дзяржавы і права Беларусі) та «Короткі нариси з історії держави і права Білорусі» (біл. Кароткі нарыс па гісторыі дзяржавы і права Беларусі).
Сфера наукових інтересів: дослідження назви «Білорусь», «Біла Русь», «Литва»; дослідження і доведення, що в основі Литовських Статутів 1529, 1566 і 1588 років лежить білоруське звичаєве право; дослідження життя і діяльності Франциска Скорини; дослідження походження держави на території Білорусі та Великого Князівства Литовського; історія Речі Посполитої; повстання Тадеуша Костюшка 1794 року.
Працював у складі Конституційної комісії з підготовки проекту Конституції Республіки Білорусь 1994 року.